# Irish Open 1968
Die Irish Open 1968 waren die 55. Austragung dieser internationalen Meisterschaften von Irland im Badminton. Sie fanden in der McCallum Hall in der Twaddell Avenue in Belfast statt.

## Titelträger
| Disziplin    | Sieger                      |
| ------------ | --------------------------- |
| Herreneinzel | Lee Kin Tat                 |
| Dameneinzel  | Mary Bryan                  |
| Herrendoppel | Ian Hume Jim McNeillage     |
| Damendoppel  | Yvonne Kelly Mary Bryan     |
| Mixed        | Robert McCoig Mary Thompson |

## Finalresultate
| Disziplin    | Sieger                      | Finalist                        | Ergebnis            |
| ------------ | --------------------------- | ------------------------------- | ------------------- |
| Herreneinzel | Lee Kin Tat                 | Robert McCoig                   | 15–6, 15–2          |
| Dameneinzel  | Mary Bryan                  | Yvonne Kelly                    | 11–12, 11–5         |
| Herrendoppel | Ian Hume Jim McNeillage     | Samuel Blair Winston Wilkinson  | 15–`10, 13–15, 15–8 |
| Damendoppel  | Yvonne Kelly Mary Bryan     | Dorothy Haslem Maureen Mockford | 15–8, 15–6          |
| Mixed        | Robert McCoig Mary Thompson | Winston Wilkinson Yvonne Kelly  |                     |